# Liste des trophées de la Ligue centrale de hockey
La Ligue centrale de hockey professionnel, renommée Ligue centrale de Hockey (LCH) en 1968, est une ligue mineure de hockey sur glace professionnel ayant opéré de 1963 à 1984 dont les équipes participantes sont basées dans le centre des États-Unis. Comme la plupart des ligues de hockey sur glace, la LCH récompense les joueurs de son circuit en fonction de leurs performances. Cet article présente les différents trophées individuels remis par la LCH et la liste des récipiendaires de chacune des récompenses.

## Trophées

### Trophée Terry-Sawchuk
Le trophée du meilleur gardien de but, renommé Trophée Terry-Sawchuk en 1976-1977, récompense le ou les portiers ayant la plus faible moyenne de buts encaissés par partie,,.
| - 1963-1964 — Ernie Wakely (Knights d'Omaha) - 1964-1965 — Cesare Maniago (Bruins de Minneapolis) - 1965-1966 — Wayne Rutledge (Rangers du Minnesota) - 1966-1967 — Gerry Cheevers (Blazers d'Oklahoma City) - 1967-1968 — Russ Gillow (Blazers d'Oklahoma City) - 1968-1969 — Phil Myre (Apollos de Houston) - 1969-1970 — Serge Aubry (Oilers de Tulsa) - 1970-1971 — Peter McDuffe (Knights d'Omaha) - 1971-1972 — John Adams (Blazers d'Oklahoma City) - 1972-1973 — Mike Veisor (Black Hawks de Dallas) - 1973-1974 — John Voss (Knights d'Omaha) | - 1974-1975 — Ray Martyniuk (Golden Eagles de Salt Lake) - 1975-1976 — Mike Veisor (Black Hawks de Dallas) - 1976-1977 — Gord McRae (Black Hawks de Dallas) et Yves Bélanger (Blues de Kansas City) - 1977-1978 — Doug Grant et Ed Staniowski (Golden Eagles de Salt Lake) - 1978-1979 — Terrance Richardson et Doug Grant (Golden Eagles de Salt Lake) - 1979-1980 — Richard Brodeur et Jim Park (Checkers d'Indianapolis) - 1980-1981 — Ken Ellacott et Paul Harrison (Black Hawks de Dallas) - 1981-1982 — Kelly Hrudey et Robert Holland (Checkers d'Indianapolis) - 1982-1983 — Kelly Hrudey et Robert Holland (Checkers d'Indianapolis) - 1983-1984 — John Vanbiesbrouck et Ron Scott (Oilers de Tulsa) |

### Trophée Bobby-Orr
Le trophée du meilleur défenseur, renommée trophée Bobby-Orr en 1979-1980, récompense le défenseur considéré le meilleur selon les entraîneurs de la ligue,,.
| - 1963-1964 — Barclay Plager (Knights d'Omaha) - 1964-1965 — Mike McMahon (Rangers de Saint Paul) - 1965-1966 — Al Labrun (Rangers du Minnesota) - 1966-1967 — Mike McMahon (Apollos de Houston) - 1967-1968 — Bryan Watson (Apollos de Houston) - 1968-1969 — Barry Gibbs (Blazers d'Oklahoma City) - 1969-1970 — Mike Robitaille (Knights d'Omaha) - 1970-1971 — André Dupont (Knights d'Omaha) - 1971-1972 — Bart Crashley (Black Hawks de Dallas) - 1972-1973 — Len Frig (Black Hawks de Dallas) - 1973-1974 — Claire Alexander (Blazers d'Oklahoma City) | - 1974-1975 — Ian McKegney (Black Hawks de Dallas) - 1975-1976 — Ian McKegney (Black Hawks de Dallas) - 1976-1977 — Mike O'Connell (Black Hawks de Dallas) - 1977-1978 — Larry Giroux (Red Wings de Kansas City) - 1978-1979 — Greg Hubick (Black Hawks de Dallas) - 1979-1980 — Bruce Affleck (Black Haws de Dallas) - 1980-1981 — Bruce Affleck (Checkers d'Indianapolis) - 1981-1982 — Dan Poulin (South Stars de Nashville) - 1982-1983 — Gord Dineen (Checkers d'Indianapolis) - 1983-1984 — Bruce Affleck (Checkers d'Indianapolis) |

### Trophée Bob-Gassoff
Le trophée Bob-Gassoff est remis à partir de la saison 1977-1978 au défenseur s'étant le plus amélioré,.
- 1977-1978 — Mike Hordy (Texans de Fort Worth)
- 1978-1979 — Jeff Bandura (Black Hawks de Dallas)
- 1979-1980 — Gord Wappel (Bulls de Birmingham)
- 1980-1981 — Dave Feaamster (Black Hawks de Dallas)
- 1981-1982 — Dan Poulin (South Stars de Nashville)
- 1982-1983 — Gord Dineen (Checkers d'Indianapolis)
- 1983-1984 — Grant Ledyard (Oilers de Tulsa)

### Trophée Ken-McKenzie
Le trophée de la meilleure recrue, renommée Trophée Ken-McKenzie en 1977-1978, est remis au joueur ayant démontrer des qualités exceptionnelles durant sa première saison en LCH,,,.
| - 1963-1964 — Garry Peters (Knights d'Omaha) et Poul Popiel (Braves de Saint-Louis) - 1964-1965 — Mike Walton (Oilers de Tulsa) - 1965-1966 — Doug Roberts (Wings de Memphis) - 1966-1967 — Serge Savard (Apollos de Houston) - 1967-1968 — Jim Lorentz (Blazers d'Oklahoma City) - 1968-1969 — Steve Atkinson (Blazers d'Oklahoma City) - 1969-1970 — André Dupont (Knights d'Omaha) - 1970-1971 — Mike Murphy (Knights d'Omaha) - 1971-1972 — Tom Williams (Knights d'Omaha) - 1972-1973 — Mike Veisor (Black Hawks de Dallas) - 1973-1974 — Claire Alxander (Blazers d'Oklahoma City) | - 1974-1975 — Guy Chouinard (Knights d'Omaha) - 1975-1976 — Brad Gassoff (Oilers de Tulsa) - 1976-1977 — Bernie Federko (Blues de Kansas City) - 1977-1978 — Glen Hanlon (Oilers de Tulsa) - 1978-1979 — Mike Eaves (Stars d'Oklahoma City) - 1979-1980 — Joe Mullen (Golden Eagles de Salt Lake) - 1980-1981 — Roland Melanson (Checkers d'Indianapolis) - 1981-1982 — Bobby Francis (Stars d'Oklahoma City) - 1982-1983 — Larry Floyd (Wind de Wichita) - 1983-1984 — Scott MacLeod (Golden Eagles de Salt Lake) |

### Trophée Phil-Esposito
Le trophée du meilleur pointeur, renommé trophée Phil-Esposito en 1979-1980, est remis au joueur ayant inscrit le plus de points au cours de la saison régulière,,.
| - 1963-1964 — Alain Caron (Braves de Saint-Louis) - 1964-1965 — Tom McCarthy (Oilers de Tulsa) - 1965-1966 — Art Stratton (Braves d Saint-Louis) - 1966-1967 — Art Stratton (Braves d Saint-Louis) - 1967-1968 — Ron Ward (Oilers de Tulsa) - 1968-1969 — Jim Lorentz (Blazers d'Oklahoma City) - 1969-1970 — Jack Egers (Knights d'Omaha) - 1970-1971 — Pierre Jarry (Knights d'Omaha) - 1971-1972 — Ross Perkins (Wings de Fort Worth) et Jean Payette (Oilers de Tulsa) - 1972-1973 — Lyle Moffat (Oilers de Tulsa) et Danny Gruen (Wings de Fort Worth) - 1973-1974 — Wayne Shaab (Knights d'Omaha) | - 1974-1975 — Wayne Shaab (Knights d'Omaha) - 1975-1976 — Jim Wiley (Oilers de Tulsa) - 1976-1977 — Steve West (Blazers d'Oklahoma City) - 1977-1978 — Doug Palazzari (Golden Eagles de Salt Lake) - 1978-1979 — Rick Shinske (Golden Eagles de Salt Lake) - 1979-1980 — Doug Palazzari (Golden Eagles de Salt Lake) - 1980-1981 — Joe Mullen (Golden Eagles de Salt Lake) - 1981-1982 — Bobby Francis (Stars d'Oklahoma City) - 1982-1983 — Wes Jarvis (South Stars de Birmingham) - 1983-1984 — Scott MacLeod (Golden Eagles de Salt Lake) |

### Trophée Tommy-Ivan
Le trophée du meilleur joueur, renommé trophée Tommy-Ivan en 1974-1975, est remis au joueur considéré le meilleur durant la saison régulière,,,.
| - 1963-1964 — Jeannot Gilbert (Bruins de Minneapolis) - 1964-1965 — Cesare Maniago (Bruins de Minneapolis) - 1965-1966 — Art Stratton (Braves d Saint-Louis) - 1966-1967 — Art Stratton (Braves d Saint-Louis) - 1967-1968 — Bryan Watson (Apollos de Houston) - 1968-1969 — Jim Lorentz (Blazers d'Oklahoma City) - 1969-1970 — Danny Johnson (Oilers de Tulsa) - 1970-1971 — Joe Zanussi (Wings de Fort Worth), Gerry Ouelette, Peter McDuffe et André Dupont (Knights d'Omaha) - 1971-1972 — Gregg Sheppard (Blazers d'Oklahoma City) - 1972-1973 — Mike Cormier (Wings de Fort Worth) - 1973-1974 — Glenn Resch (Wings de Fort Worth) | - 1974-1975 — Wayne Shaab (Knights d'Omaha) - 1975-1976 — Ian McKegney (Black Hawks de Dallas) - 1976-1977 — Barclay Plager (Blues de Kansas City) - 1977-1978 — Doug Palazzari (Golden Eagles de Salt Lake) - 1978-1979 — Ron Low (Red Wings de Kansas City) - 1979-1980 — Doug Palazzari (Golden Eagles de Salt Lake) - 1980-1981 — Joe Mullen (Golden Eagles de Salt Lake) - 1981-1982 — Bobby Francis (Stars d'Oklahoma City) - 1982-1983 — Kelly Hrudey (Checkers d'Indianapolis) - 1983-1984 — Bruce Affleck (Checkers d'Indianapolis) et John Vanbiesbrouck (Oilers de Tulsa) |

### Trophée Max-McNab
Le trophée Max-McNab est décerné à partir de la saison 1976-1977 au joueur considéré le meilleur durant les séries éliminatoires,.
- 1976-1977 — Billy McKenzie (Blues de Kansas City)
- 1977-1978 — John Andersson (Black Hawks de Dallas)
- 1978-1979 — Curt Ridley (Black Hawks de Dallas)
- 1979-1980 — Doug Grant (Golden Eagles de Salt Lake)
- 1980-1981 — Don Murdoch (Wind de Wichita)
- 1981-1982 — Kelly Hrudey (Checkers d'Indianapolis)
- 1982-1983 — Bruce Affleck (Checkers d'Indianapolis)
- 1983-1984 — Bruce Affleck (Checkers d'Indianapolis)

### Trophée Don-Ashby
Le Iron Man Award, renommé trophée Don-Ashby en 1981-1982, est décerné à partir de la saison 1976-1977 au joueur considéré comme méritant mais étant oublié par les honneurs classiques,..
- 1976-1977 — Glen Surbey (Oilers de Tulsa)
- 1977-1978 — Duane Wylie (Black Hawks de Dallas)
- 1978-1979 — Floyd Thomson (Golden Eagles de Salt Lake)
- 1979-1980 — Darcy Reigier (Checkers d'Indianapolis)
- 1980-1981 — Kevin Devine (Checkers d'Indianapolis)
- 1981-1982 — Reg Thomas (Tigers de Cincinnati)
- 1982-1983 — Red Laurence (Checkers d'Indianapolis)
- 1983-1984 — Chris Pryor (Golden Eagles de Salt Lake)

### Trophée Jack-Milford
Le trophée du meilleur entraîneur, renommé trophée Jack-Milford en 1979-1980, est remis à partir de 1968-1969 à l'entraîneur de la saison selon les gouverneurs de la ligue,.
| - 1968-1969 — John McLellan (Oilers de Tulsa) - 1969-1970 — Marcel Pronovost (Oilers de Tulsa) - 1970-1971 — Fred Shero (Knights d'Omaha) - 1971-1972 — Bobby Kromm (Black Hawks de Dallas) - 1972-1973 — Fred Creighton (Knights d'Omaha) - 1973-1974 — Gerry Moore (Blazers d'Oklahoma City) - 1974-1975 — Jack Evans (Golden Eagles de Salt Lake) - 1975-1976 — Orland Kurtenbach (Oilers de Tulsa) - 1976-1977 — Johnny Choyce (Texans de Fort Worth) | - 1977-1978 — Bill MacMillan (Texans de Fort Worth) - 1978-1979 — Jack Evans (Golden Eagles de Salt Lake) et John Muckler (Black Hawks de Dallas) - 1979-1980 — Jack Evans (Golden Eagles de Salt Lake) - 1980-1981 — Dan Belisle (Black Hawks de Dallas) - 1981-1982 — Fred Creighton (Checkers d'Indianapolis) - 1982-1983 — Fred Creighton (Checkers d'Indianapolis) - 1983-1984 — Tom Webster (Oilers de Tulsa) |

## Équipes d'étoiles

### Première équipe d'étoiles
| Saison    | Gardien de but           | Défenseurs       | Défenseurs        | Ailier gauche                | Centre         | Ailier droit           |
| --------- | ------------------------ | ---------------- | ----------------- | ---------------------------- | -------------- | ---------------------- |
| 1963-1964 | Marcel Pelletier         | Bob Woytowich    | Barclay Plager    | Bill McCreary John Brenneman | Ray Cullen     | Alain Caron            |
| 1964-1965 | Cesare Maniago           | Jean Gauthier    | Mike McMahon      | Tom McCarthy                 | Mike Walton    | Marc Dufour            |
| 1965-1966 | Denis DeJordy            | Al Lebrun        | Joe Watson        | Bill McCreary                | Art Stratton   | Paul Andrea            |
| 1966-1967 | Wayne Rutledge           | John Mizuk       | Mike McMahon      | George Konik                 | Art Stratton   | Larry Mickey           |
| 1967-1968 | Russ Gillow              | Bryan Watson     | Irv Spencer       | Ken Campbell                 | Jim Lorentz    | Len Haley              |
| 1968-1969 | Marv Edwards             | Barry Gibbs      | Barry Wilkins     | Gary Veneruzzo               | Jim Lorentz    | Steve Atkinson         |
| 1969-1970 | Serge Aubry              | Mike Robitaille  | Gordon Nelson     | Jack Egers                   | Don Luce       | Oscar Gaudet           |
| 1970-1971 | Peter McDuffe            | André Dupont     | Dennis Kearns     | Mike Parizeau                | Norm Dennis    | Pierre Jarry           |
| 1971-1972 | John Adams               | Bart Crashley    | Ron Plumb         | Dan Maloney                  | Gregg Sheppard | Jean-Pierre Bordeleau  |
| 1972-1973 | Mike Veisor              | Larry Giroux     | Len Frig          | Dave Kryshow                 | Reg Bechtold   | Moe L'Abbé             |
| 1973-1974 | Glenn Resch              | Claire Alexander | Bryan Lefley      | Randy Osburn                 | Wayne Shaab    | Jean Losier            |
| 1974-1975 | Ray Martyniuk            | Ian McKegney     | Garry Lariviere   | Howie Heggedal               | Wayne Shaab    | Ron Kennedy            |
| 1975-1976 | Mike Veisor              | Ian McKegney     | Randy Holt        | Michel Archambault           | Jim Wiley      | Warren Williams        |
| 1976-1977 | Gord McRae Yves Bélanger | Mike O'Connell   | Neil Nicholson    | Michel Archambault           | Steve West     | Don Martineau          |
| 1977-1978 | Glen Hanlon              | Larry Giroux     | Joe Zanussi       | Jean-Paul Leblanc            | Doug Palazzari | Ron Wilson Tony Currie |
| 1978-1979 | Ron Low                  | Greg Hubick      | Len Frig          | Flyod Thomson                | Rick Shinske   | Mal Davis              |
| 1979-1980 | Richard Brodeur          | Bruce Affleck    | Len Frig          | Rob Flockhart                | Doug Palazzari | Alex McKendry          |
| 1980-1981 | Roland Melanson          | Bruce Affleck    | Greg Hubick       | Don Ashby Neil Hawrilyw      | Tom Roulston   | Joe Mullen             |
| 1981-1982 | Kelly Hrudey             | Dan Poulin       | Mike Hordy        | Reg Thomas                   | Bobby Francis  | Bobby Crawford         |
| 1982-1983 | Kelly Hrudey             | Darcy Regier     | Gord Dineen       | Steve Stoyanovich            | Wes Jarvis     | Mike Backman           |
| 1983-1984 | John Vanbiesbrouck       | Bruce Affleck    | Charles Bourgeois | John Markell                 | Scott MacLeod  | Dick Graham            |

### Seconde équipe d'étoiles
| Saison    | Gardien de but                    | Défenseurs       | Défenseurs                                | Ailier gauche                  | Centre                       | Ailier droit   |
| --------- | --------------------------------- | ---------------- | ----------------------------------------- | ------------------------------ | ---------------------------- | -------------- |
| 1965-1966 | Wayne Rutledge                    | Jean Gauthier    | Dallas Smith Marc Reaume                  | Jean-Paul Parisé               | Ed Joyal                     | Oscar Gaudet   |
| 1966-1967 | Dave Dryden                       | Al Hamilton      | Serge Savard                              | Wayne Maki                     | Gerry Melnik Alex Faulkner   | Oscar Gaudet   |
| 1967-1968 | Ernie Wakely                      | John Arbour      | Al Lebrun                                 | Gary Veneruzzo                 | Ron Ward Ron Buchanan        | Wayne Rivers   |
| 1968-1969 | Phil Myre                         | Doug Barrie      | Ray Fortin                                | Ross Lonsberry Dan Johnson     | Juha Widing                  | Bill Fairbairn |
| 1969-1970 | Peter McDuffe                     | André Dupont     | Barry Wilkins                             | Dan Johnson                    | Bill Orban                   | Dan Seguin     |
| 1970-1971 | Jim Shaw                          | Joe Zanussi      | Darryl Maggs                              | Gregg Sheppard                 | Ivan Boldirev                | Mike Murphy    |
| 1971-1972 | Michel Dumas                      | Bob Ash          | Randy Manery Joe Lundrigan Dick Proceviat | Tom Williams                   | Jean-Paul Leblanc            | Norm Gratton   |
| 1972-1973 | Ray Reeson                        | Dan Helm         | Ian McKegney                              | Michel Cormier                 | Wayne Shaab                  | Bob Collyard   |
| 1973-1974 | Ron Low Michel Dumas              | Ed Kea           | Larry O'Connor                            | Allie Sutherland               | Victor Teal                  | John Gray      |
| 1974-1975 | John Voss                         | Ted McAneely     | Brent Meeke                               | Dan Seguin                     | Denis Meloche                | Bob Murdoch    |
| 1975-1976 | Pierre Hamel                      | Larry McIntyre   | Brent Meeke                               | Brad Gassoff                   | Bob Bourne                   | Frank Spring   |
| 1976-1977 | Bill Hughes                       | Barclay Plager   | Pat Ribble                                | Charlie Simmer                 | Bernie Federko               | Ken Kuzyk      |
| 1977-1978 | Terrance Richardson Doug Grant    | Jim McKenny      | Claire Alexander                          | Floyd Thomson                  | Richie Hansen                | John Anderson  |
| 1978-1979 | Terry Richardson                  | Mike Hordy       | Jeff Bandura                              | Jean-Paul Leblanc              | Mike Eaves                   | Jim Mayer      |
| 1979-1980 | Rick Heinz                        | Mike Hordy       | Gord Smith                                | Merlin Malinowski              | Rob Tudor                    | Joe Mullen     |
| 1980-1981 | Paul Harrison Lindsay Middlebrook | Mike Hordy       | Ross Cory                                 | Jim Nill                       | Dave Cameron Garth MacGuigan | Rick Blight    |
| 1981-1982 | Andy Moog                         | Dave Shand       | Ross Cory                                 | Mike Antonovich Perry Anderson | Bruce Boudreau               | Kris Manery    |
| 1982-1983 | Rob Holland                       | Claude Julien    | Dave Richter Mike Forbes                  | Warren Young                   | Red Laurence                 | Dan Bolduc     |
| 1983-1984 | Mike Vernon                       | Graeme Nicholson | Pat Ribble                                | Ron Handy                      | Bruce Eakin                  | Pierre Rioux   |